# Reino de Etruria
El Reino Etruria fue un pequeño país sucesor del antiguo Gran Ducado de Toscana, que existió desde 1801 hasta 1807 bajo la soberanía del emperador francés Napoleón Bonaparte. Se le dio el nombre de Etruria por el antiguo nombre romano que designaba al país de los etruscos, que contenía al territorio del Lacio, donde nació Roma. El nuevo reino se quedó con los territorios del Estado de los Presidios, hasta entonces dependientes del reino borbón de Nápoles.

## Historia
El Reino de Etruria fue creado el 21 de marzo de 1801 en virtud de la firma del Tratado de Aranjuez. En el contexto de las guerras napoleónicas, el duque Fernando III de Toscana fue despojado por la firma del Tratado de Lunéville el 9 de febrero de 1801, si bien el país estaba en manos del gobierno provisional establecido por los franceses, el 27 de noviembre de 1800, con Francesco Chiarenti, Enrico Pontelli y Giovanni de Ghores, que dio paso a una comisión del Gran Ducado presidida por Giuseppe Francesco Pierallini y con Antonio Cercignani, Bernardo Lessi y Giulio Piombanti que ya habían tomado el poder a la salida de Fernando III del país. El 3 de agosto de 1801 fue proclamado rey Luis I de Borbón-Parma, duque de Parma, sobrino de la reina de España María Luisa. La isla de Elba (ocupada por el Reino Unido) fue transferida a Francia en 1802 (Tratado de Amiens) al igual que la isla de Montecristo y Pianosa, pero se incorporó al reino parte de los Presidios de Toscana (Orbetello, Porto Santo Stefano, Porto Ercole y la isla de Giannutri).
Luis I murió el 27 de mayo de 1803 y le sucedió su hijo, Luis II de Etruria, bajo la regencia de su madre María Luisa de Borbón. El nuevo gobierno de María Luisa permitió el asilo de algunos enemigos de Napoleón, lo que irritó a este y resolvió suprimir el reino por el Tratado de Fontainebleau el 10 de diciembre de 1807, en el cual se declaraba abolida la monarquía.

### Disolución del Reino
En 1808 el parlamento francés incorpora el país a Francia. Un gobernador general, Jacques François de Boussay, Barón de Menou (1750-1810), fue enviado al país y logró el poder en mayo de 1808 (hasta el 3 de marzo de 1809); se crearon inmediatamente tres departamentos: Departamento del Arno (gobernado por Bacault de Reully desde el 24 de mayo de 1808), Departamento del Mediterráneo (gobernado por Guillaume Antoine Benoît en funciones desde el 25 de febrero de 1808) y el Departamento de Ombrone (gobernado por Ange Gandolfo desde el 24 de mayo de 1808).
Nominalmente el país volvió a ser un Estado soberano en 1809, cuando fue donado con título de Gran Duquesa de Toscana a la hermana de Napoleón, Elisa Bonaparte, el 3 de marzo de 1809, y duró hasta el 1 de febrero de 1814. La administración francesa se mantiene con los tres departamentos que ahora nominalmente formaban parte del Gran Ducado de Toscana; el gobernador de Ombrone no fue cambiado, Arno fue nombrado el 15 de marzo de 1809 Jean Antoine Joseph Fauchet (que el 4 de junio de 1810 fue nombrado barón de Fauchet); en el Departamento del Mediterráneo el gobernador fue sustituido en 1810 siendo nombrado Michel Augustin de Goyon; los tres gobernadores estuvieron al frente de sus gobiernos hasta febrero de 1814.
En febrero de 1814 el país fue evacuado por los franceses y ocupado por los napolitanos, y el 27 de abril de 1814 el antiguo Gran duque de Toscana Fernando III fue repuesto en el trono.

## Reyes de Etruria
- 1801-1803: Luis I de Etruria
- 1803-1807: Luis II de Etruria